# Goodyera condensata
Goodyera condensata är en orkidéart som beskrevs av Paul Ormerod och Jeffrey James Wood. Goodyera condensata ingår i släktet knärötter, och familjen orkidéer. Inga underarter finns listade i Catalogue of Life.